# Irmtraud Ohme

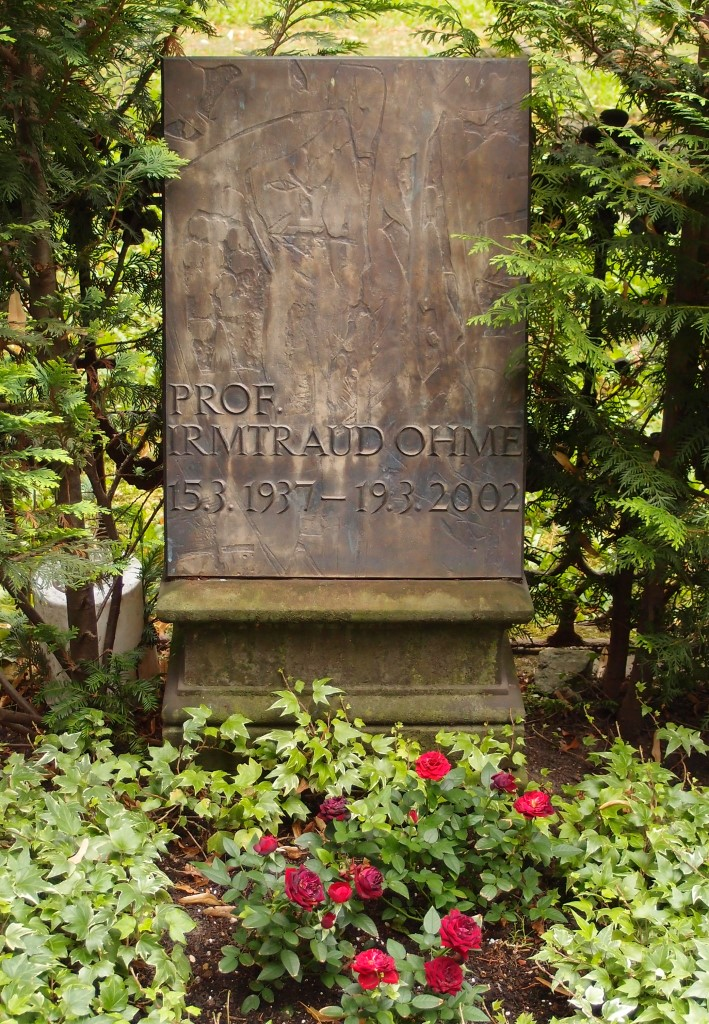
Grab von Irmtraud Ohme auf dem Stadtgottesacker in Halle/Saale.

Irmtraud Ohme (* 15. März 1937 in Magdeburg; † 19. März 2002 auf Teneriffa) war eine deutsche Metallgestalterin und Bildhauerin.

## Leben
Irmtraud Ohme studierte nach dem Abitur von 1955 bis 1960 in der Fachrichtung „Metall und Email“ an der Burg Giebichenstein Kunsthochschule Halle, damals Hochschule für industrielle Formgestaltung Halle genannt. Sie machte ihr Diplom bei Lili Schultz (1895–1970) und Karl Müller. Nach kurzer Tätigkeit als Gestalterin in der Industrie wurde sie 1961 Assistentin an der Burg Giebichenstein, ab 1965 Oberassistentin im Fachbereich Emaillegestaltung. Von 1977 bis 1981 war sie Dozentin und ab 1981 Professorin sowie Leiterin des Fachbereichs Metall/Emaillegestaltung an der Burg Giebichenstein. Nach der Wende erhielt sie 1991 mit der Neuordnung der heutigen Burg Giebichenstein Kunsthochschule Halle einen Ruf als Professorin und Leiterin des Fachgebiets Plastik/Metall.

## Wirken
Irmtraud Ohme war maßgeblich an der Entwicklung der Stahlplastik für den öffentlichen Raum in der DDR beteiligt, insbesondere durch die mit Helmut Senf organisierten Stahlgestalter-Symposien im VEB Chemieanlagenbau Staßfurt, deren Leitung sie 1977 und 1979 hatte.
Ohmes Plastiken, meist aus Stahl, Edelstahl, Stein und Beton, sind unter anderem in vielen öffentlichen Räumen zu finden. In der zweiten Hälfte der 1970er Jahre gehörte sie zu der von Manfred Kandt geleiteten Projektgruppe für die künstlerische Gestaltung des großen Ferienkomplexes „Roter Oktober“ (heute Hotel Baltic) der Wismut AG in Zinnowitz. Vor dem Kunstmuseum Moritzburg Halle (Saale) steht die 1989 vollendete großformatige Arbeit Maureske.
Sie war von 1973 bis 1990 Mitglied des Verbands Bildender Künstler der DDR und dort ab 1975 Leiterin der Zentralen Arbeitsgruppe Metallgestaltung. Sie war seit 1963 an circa 250 Ausstellungen im In- und Ausland beteiligt, u. a. von 1967 bis 1988 von der VI. Deutschen Kunstausstellung bis zur X. Kunstausstellung der DDR in Dresden, und war Teilnehmerin an Symposien für Stahlplastik, u. a. in Berlin und in Ravne.
Zum Abschluss ihrer Tätigkeit an der Kunsthochschule Burg Giebichenstein bereitete sie seit 2001 eine  umfassende Ausstellung in der Kunsthalle Villa Kobe vor; die sie aber nicht mehr erlebte. Unter Leitung von Dagmar Schmidt organisierten ihre Assistenten postum eine letzte Ausstellung.
Nach Karl Müller war Irmtraud Ohme über mehrere Jahrzehnte die bestimmende Persönlichkeit in der Lehre der Metallkunst der Burg Giebichenstein, sie wirkte schulbildend. In einer umfassenden Ausstellung 1989 in der damals noch bestehenden Kunsthalle Berlin konnten Irmtraud Ohme und ihre Schüler die künstlerische Breite ihrer Arbeiten und damit auch die durch Ohme initiierte Ausbildung darstellen. Zu ihren Schülern gehörten u. a. Johann-Peter Hinz, Rainer Henze, Hartmut Renner, Ulrich Barnickel, Cornelia Weihe, Jörg-Tilmann Hinz, Thomas Reichstein, Ulrike Oelzner, Thomas Leu, Klaus Völker, Klaus-J. Albert, Andreas Freyer, Dagmar Schmidt und Rosemarie Ulrich.

## Museen und öffentliche Sammlungen mit Werken Irmtraud Ohmes (unvollständig)

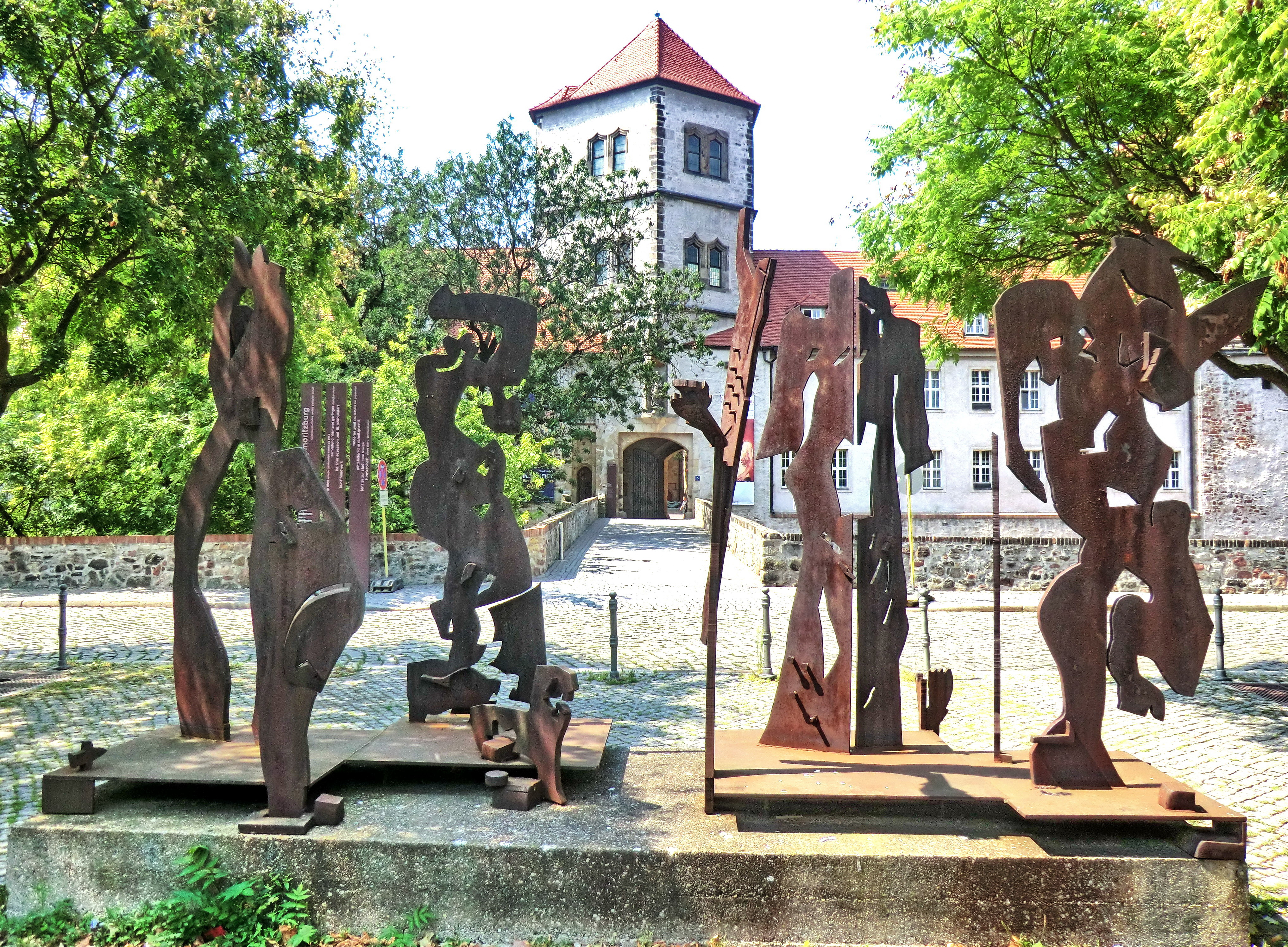
Maureske (1989) vor der Moritzburg in Halle

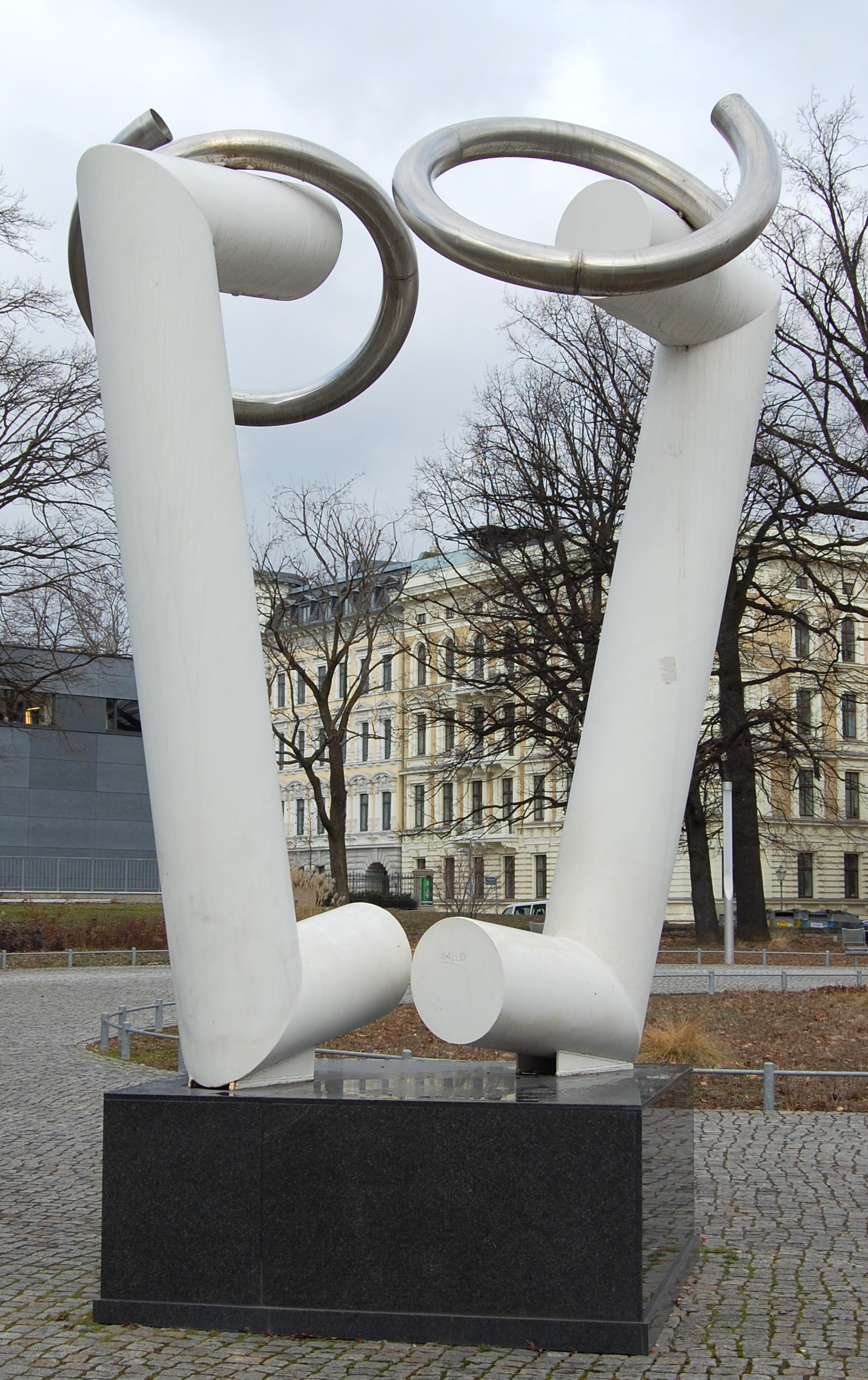
Vacanz in Magdeburg

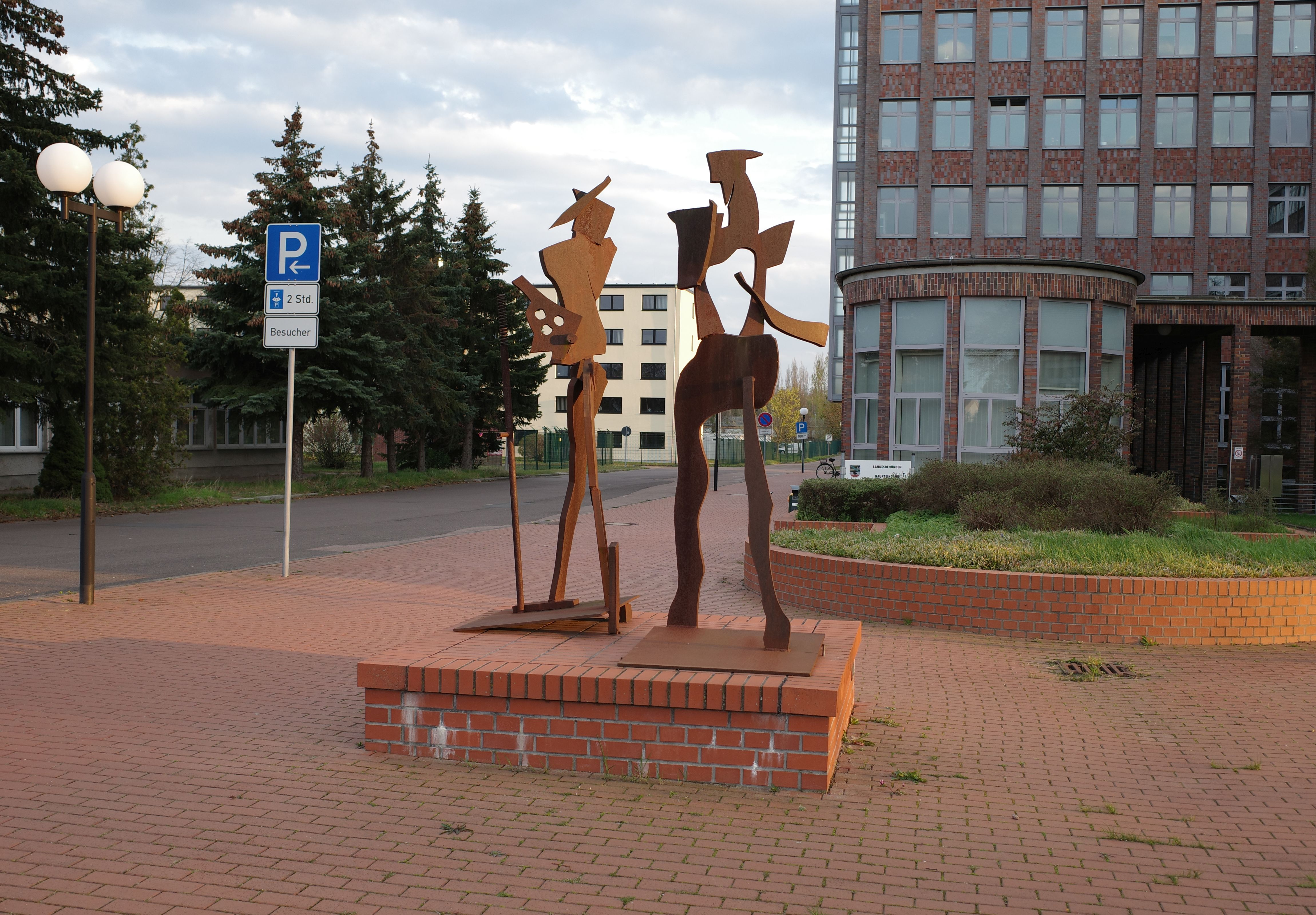
Dialogversuch (1990) in Dessau-Roßlau

- Kunstmuseum Moritzburg Halle (Saale)
- Staatliche Museen zu Berlin
- Grassimuseum Leipzig
- Staatliche Kunstsammlungen Dresden, Schloss Pillnitz
- Forma Viva, Portorož, Slowenien

### Arbeiten im öffentlichen Raum (Auswahl)
- Chemiebrunnen am Carl-Schorlemmer-Ring, Halle-Neustadt (1981)[2]
- Tänzer II, Erfurt (1985/1996)[3]
- Stahlplastik in Ravne na Koroškem[4]
- Stahlplastik Dialogversuch, Dessau-Roßlau (1990)

## Ehrungen und Auszeichnungen
- Johannes-R.-Becher-Medaille in Silber (1977)
- Kunstpreis der DDR (1978)
- Hauptpreis auf der II. Quadriennale des Kunsthandwerks sozialistischer Länder in Erfurt (1978)
- Händel-Preis der Stadt Halle/Saale (1981)[5]
- Dritter Preis auf der IV. Quadriennale des Kunsthandwerks sozialistischer Länder (mit Jörg Hinz und Hartmut Renner) (1986)
- Nationalpreis der DDR, 3. Klasse (1987)
- Kunstpreis des Landes Sachsen-Anhalt (2001)